# Ohsabanan
Ohsabanan – muzealna kolej wąskotorowa w Szwecji w gminie Värnamo, o rozstawie szyn 600 mm, dawna przemysłowa kolej leśna.

## Historia

### Kolej przemysłowa (1907–1967)

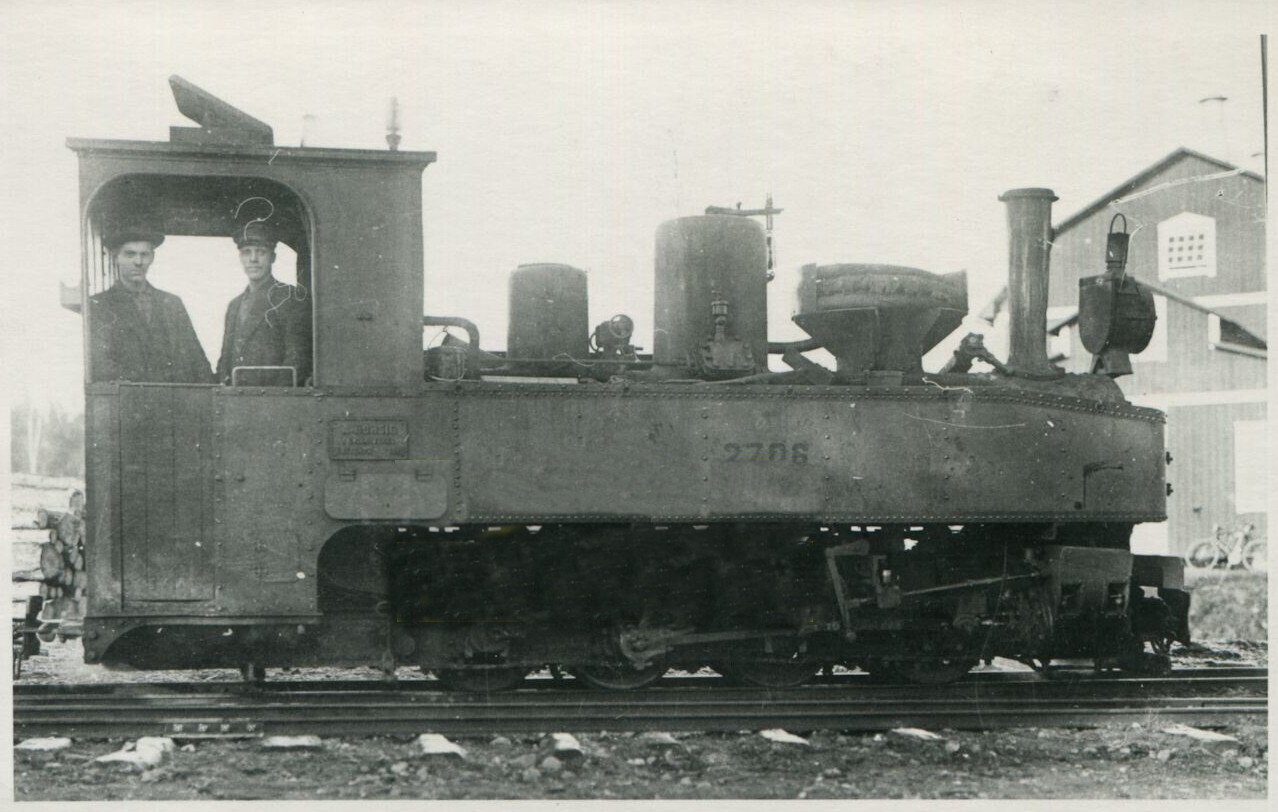
Lokomotywa HF w 1920 roku

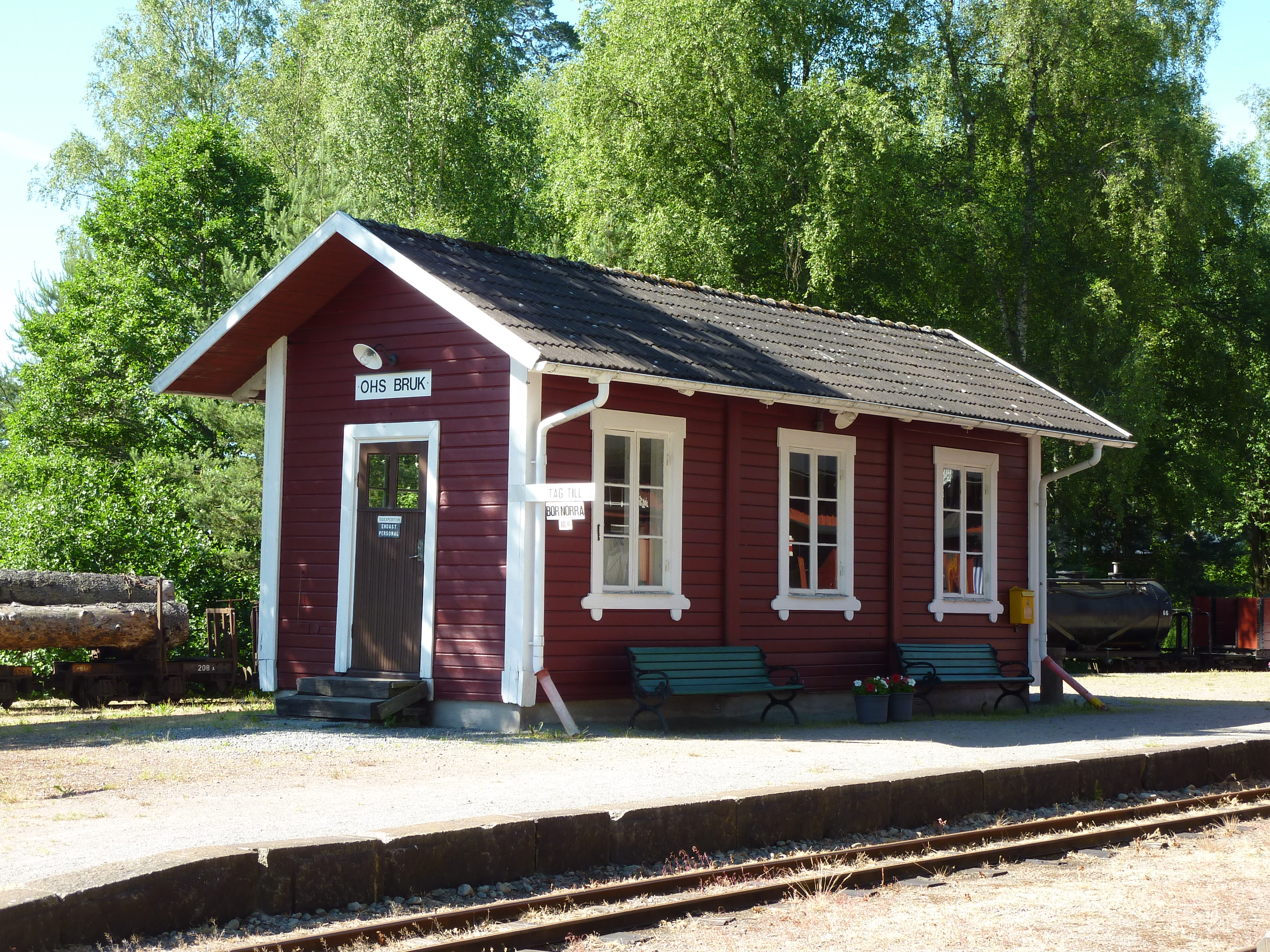
Stacja Ohs bruk

Kolej Ohsabanan zbudowano w latach 1907–1910 jako kolej przemysłową na potrzeby zakładu papierniczego Ohs Bruk w Os (dawna pisownia: Ohs) w gminie Värnamo. Tabor początkowo odkupiono z kolei HRRJ (Helsingborg – Råå – Ramlösa Järnväg), a w latach 20. dokupiono niemieckie lokomotywy kolei polowych HF. Około 1950 roku na kolei wprowadzono spalinowóz i unowocześniono tabor wagonów do transportu siarki. Kolei używano do transportu surowców i wyrobów gotowych do 1967 roku, potem jej zadania przejęły samochody. Część taboru sprzedano, lecz kolej nie została rozebrana.

### Reaktywacja jako kolej muzealna
Wiosną 1970 roku powstało stowarzyszenie Ohs Bruks Järnvägs Museiförening, mające na celu ocalenie kolei Ohsabanan i podjęcie na niej ruchu muzealnego i turystycznego. Jeszcze w tym samym roku przystąpiono do renowacji i oczyszczenia szlaku, ponowne otwarcie kolei w nowym charakterze odbyło się 25 lipca 1970 roku. W kolejnych latach na kolej sprowadzono parowozy typu HF, takie jak używane oryginalnie, oraz zakupiony w Polsce parowóz Ty3-195, będący najsilniejszym parowozem tej kolei. 
Kolej jeździ na oryginalnej trasie o długości 14,5 km z Ohs do Boru (stacja Bor Norra), gdzie skomunikowana jest z siecią kolei normalnotorowej. Na trasie znajduje się mała stacja Gimarp i przystanki: Ekebohult, Elgaryd, Gimarpsby, Hösjömo, Stensjön, Sjövägen. Różnica poziomów wynosi od 168 m n.p.m. w Bor do 237 m n.p.m. koło Hösjömo, a maksymalne pochylenie 41‰. Prędkość maksymalna na trasie wynosi 20 km/h.
Kolej kursuje w sezonie letnim, nie we wszystkie dni, przeważnie w weekendy (w 2024 roku: 14 dni w lipcu, 5 dni w sierpniu) oraz w wybrane weekendy poza sezonem. W sierpniu organizowana jest też cykliczna impreza Dni Ohsabanan (Ohsabanans dagar), z uruchamianym całym taborem i pociągiem nocnym. Główna stacja, warsztaty i lokomotywownia z obrotnicą znajdują się w Ohs, tam też jest kawiarnia i sklepik z pamiątkami. Dostępne są także pociągi na zamówienie.

## Tabor
| Nazwa                | Układ osi  | Zdjęcie  | Producent, numer/rok                  | Uwagi, źródło |
| Parowozy             | Parowozy   | Parowozy | Parowozy                              | Parowozy |
| -------------------- | ---------- | -------- | ------------------------------------- | --- |
| Emfors               | D (0-8-0T) |          | Sächsische Maschinenfabrik, 4183/1919 | typ HF, zakupiony w 1970 od zakładu w Emfors, sprawny po wymianie kotła w 2006.                                              |
| Tyska loket          | D (0-8-0T) |          | Orenstein & Koppel, 8338/1917         | typ HF, nazwa oznacza „niemiecka lokomotywa”. Dawna 99 3310 kolei DR, nabyta w 1983                                          |
| Polska loket         | C (0-6-0)  |          | MBA (O&K), 13584/1944                 | nazwa oznacza „polska lokomotywa”. Dawna Ty3-195 kolei PKP z Białośliwia, zakupiona w 1975, sprawna po wymianie kotła w 2019 |
| Smedjebacken         | B (0-4-0T) |          | Orenstein & Koppel, 11970/1929        | nabyta w 1977 od walcowni Smedjebacken                                                                                       |
| Spalinowozy (główne) |            |          |                                       | |
| Ohs                  | 1′B        |          | Kalmar verkstad AB, 36/1937           | zbudowana na podwoziu parowozu, nabyta w 1948                                                                                |
| Helsingborg          | B          |          | Diema, 2518/1962                      | typ DS 14. Nabyta w 1979 |
| Halmstad             | B          |          |                                       | [ 8 ] |
| Czarna (32)          | C          |          | VEB LKM, 250572/1974                  | typ LKM V10C, zakupiona w 1995 w Polsce z Czarnej Białostockiej                                                              |